# Schaffhausen
Schaffhausen ([ˈʃafˌhauzən]ⓘ, en francés Schaffhouse, en italiano Sciaffusa, en romanche Schaffusa, castellanizado como Escafusa) es una ciudad y comuna suiza, capital del cantón de Schaffhausen. Tenía una población de 35.413 habitantes en 2012. Su gentilicio es escafusano.

## Geografía
Limita al norte con las comunas de Merishausen, Büttenhardt y Stetten, al este con Thayngen, Dörflingen y Büsingen am Hochrhein (GER-BW), al sur con Feuerthalen (ZH), Flurlingen (ZH) y Neuhausen am Rheinfall, al oeste con Beringen y al noroeste con Siblingen, Schleitheim y Beggingen.

## Historia
Schaffhausen fue una ciudad-estado en el Medioevo. Hay documentos que demuestran la existencia de la moneda de Schaffhausen desde 1045. La abadía benedictina de Todos los Santos fue fundada en 1049 por el conde Eberhard de Nellenburgo, quien la dota ricamente. En 1376 la ciudad se incendió, lo que devastó una gran parte de la misma. Schaffhausen estuvo sometida a la dominación de los Habsburgo, pero consiguió su independencia comprando su libertad al Imperio austríaco en 1415. 
En 1457 la ciudad se alía con Zúrich. La guerra de Suabia, en 1499, acerca la ciudad a los otros cantones, lo que le permitió adherirse interinamente a la Confederación Suiza en 1501, formando el duodécimo cantón. En 1529 la ciudad adopta la Reforma y se cierran los conventos. 
El XIX es el siglo de la industrialización con el establecimiento de una fábrica de hilado mecánico de algodón en 1813, aunque también es el siglo de las crisis económicas y sociales. El primer tren llegó a la ciudad en 1857 con la apertura de la línea Winterthur-Schaffhausen. También se fundó en la ciudad en 1868 una de las más famosas firmas relojeras suizas, IWC, cuyo eslogan es "Probus Scafusia", que significa en latín "bien hecho en Schaffhausen".
El 1 de abril de 1944, la ciudad (a pesar de que Suiza era neutral) fue bombardeada "por error" por la aviación estadounidense que tenía como blanco Ludwigshafen am Rhein, en Alemania, unos 500 km más al norte.
El 1 de enero de 2009, la ciudad absorbió la comuna de Hemmental después de que la población de las dos comunas aprobara por votación la fusión de la una con la otra.

## Atracciones
La parte antigua de la ciudad posee numerosos edificios de la época renacentista decorados con frescos exteriores, esculturas y fuentes. Varias casas burguesas de aguilón del siglo XVII se han conservado con las torres y los techos fuertemente inclinados cubiertos de tubos en forma de escamas de pescado.
La más importante de las edificaciones es el Munot, una fortaleza construida en el siglo XVI y que posee un torreón circular con unas dimensiones impresionantes.
La ciudad cuenta también con algunas construcciones medievales, como el monasterio de Todos los Santos, que data de 1064 y que tras su restauración aloja al museo histórico y la iglesia gótica de San Juan, construida en 1120.
Junto a la misma entrada de la estación ferroviaria de la localidad hay una parada de autobuses en la que se puede tomar el número 1 (que existe en forma de autobús y de trolebús), que en un trayecto de unos 15 minutos lleva directamente hasta las célebres cascadas del Rin, una de las atracciones turísticas más importantes del entorno. 

## Galería

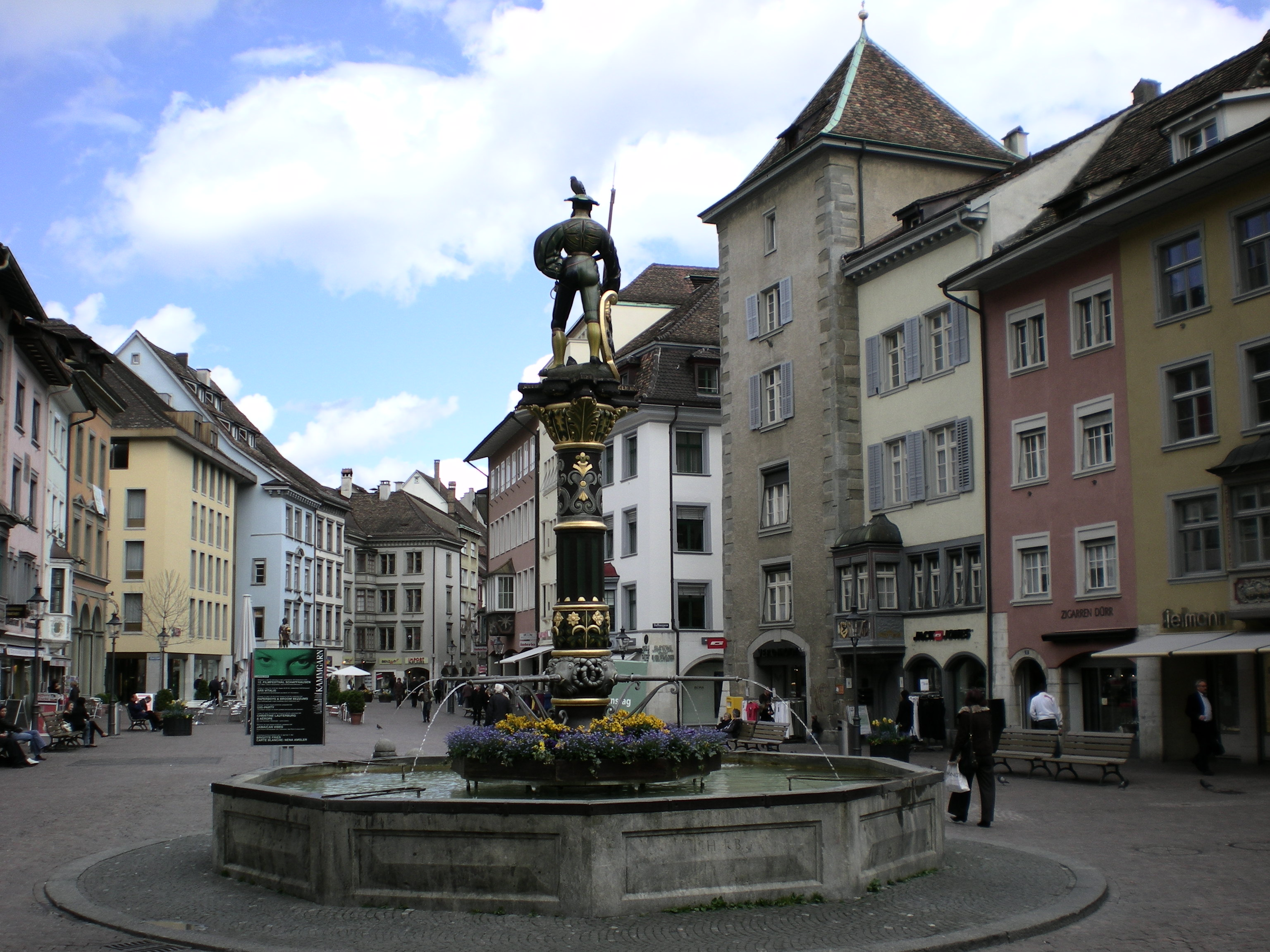
Centro de la ciudad.
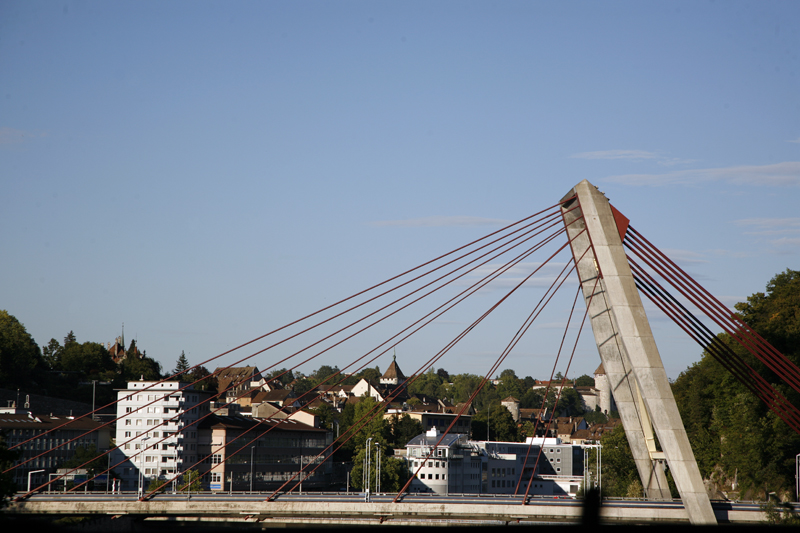
Puente sobre el Rin.
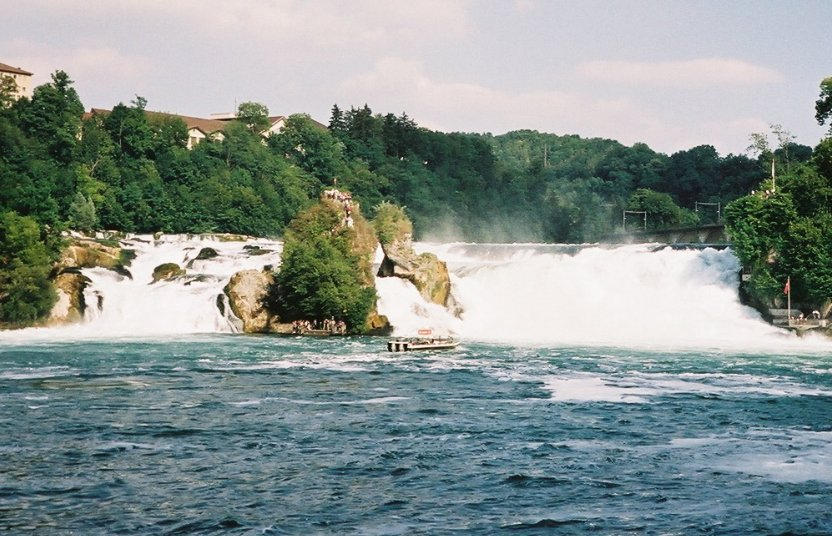
Cascadas del Rin.
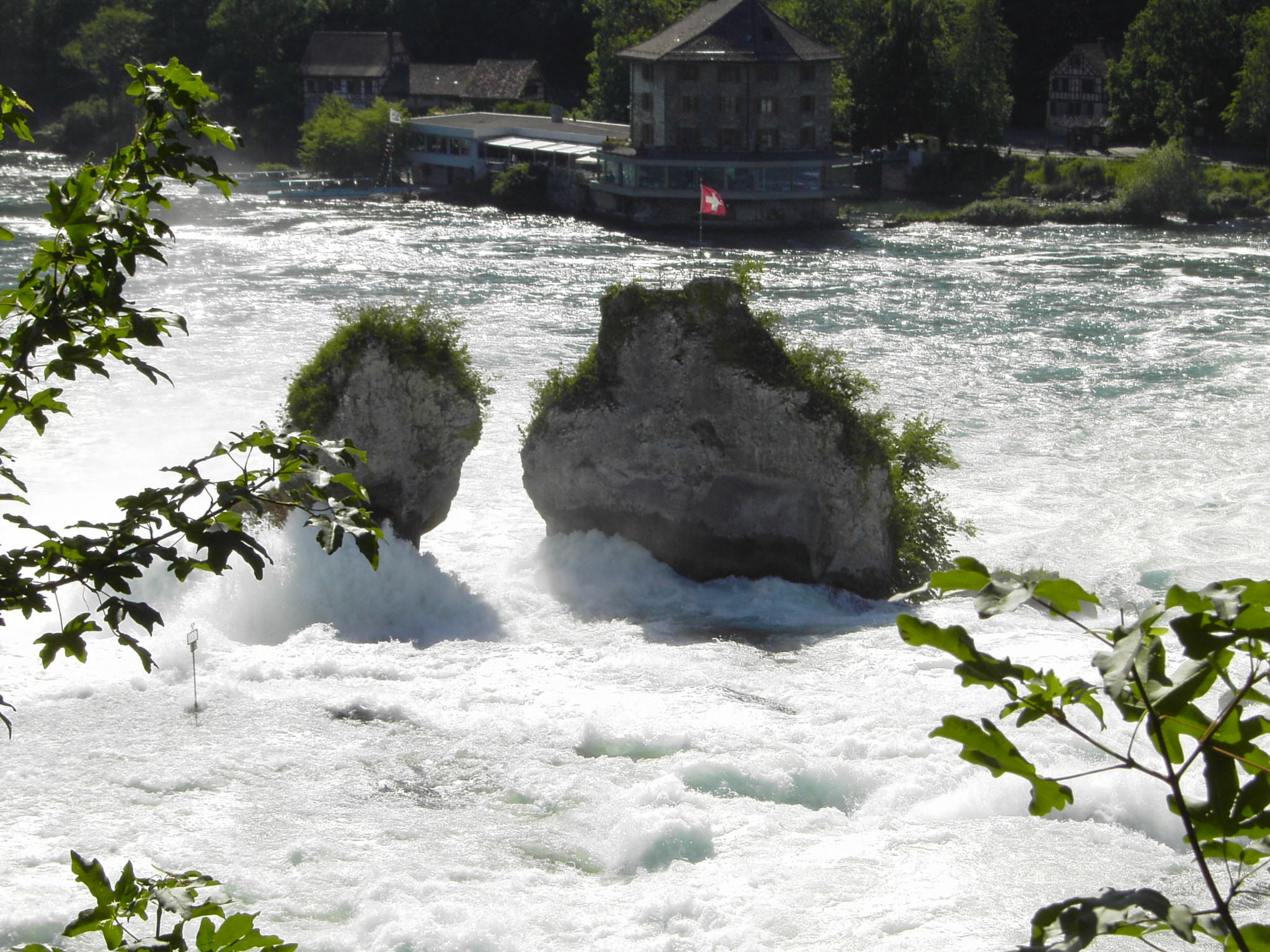
Otra imagen de las cascadas del Rin.
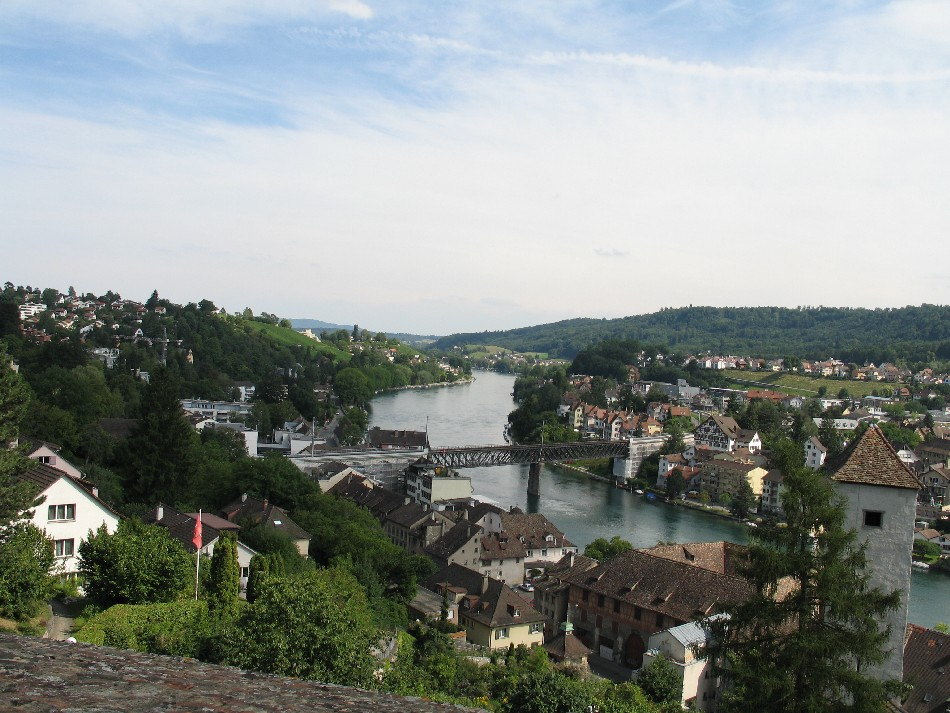
El Rin visto desde el castillo.

## Ciudades hermanadas
- Sindelfingen (desde 1952)
- Singen (Hohentwiel)
- Dobrich